# Patricia Quintanar
 Patricia Quintanar   (nacido como Carla Patricia Quintanar Bellesteros , en mayo de 1971 en Santiago de Querétaro, México) es una  narradora, escritora, dramaturga, bailarina e hija de maestros normalistas de nacionalidad mexicana, originaria de la ciudad de Querétaro.
Su obra ha merecido el Premio Nacional de Literatura "Efraín Huerta" (2003) y el Premio Fragmento de Novela" de la revista Punto de Partida de la UNAM (2001). 

## Reseña biográfica

### Nacimiento e infancia
Nació en la ciudad de Querétaro en mayo de 1971, en el seno de una familia fuertemente influenciada por la historia, las letras, la danza y el teatro.
Su madre, Martha Ballesteros, es amante del canto y la danza, en especial la autóctona y folclórica, las cuales ha practicado a lo largo de su vida, además, ha  participado en coros. 
Su padre, Odilón Quintanar, pertenece a una familia que había estado establecida en el pueblo de  Vizarrón de Montes, del municipio de Cadereyta. Él llegó a dirigir el grupo del Teatro del IMSS durante 30 años. 
Su educación la realizó en escuelas públicas, salvo la licenciatura, que fue posible gracias al sostenimiento de una beca por desempeño académico. Su interés por la escritura lo motivan su familia y  la cátedra de Taller de Lectura y Redacción del maestro y poeta José Luis Sierra, en la preparatoria Sur de la UAQ. Otras influencias literarias que la hacen sumergirse en ese mundo son  los autores Susana Pagano y Eduardo Antonio Parra.

### Comienzos
En 2000, obtiene la beca del Programa de Estímulos a la Creación Artística para Jóvenes del Estado de Querétaro, del entonces Consejo Estatal para la Cultura y las Artes, con el al cual concluyó el proyecto de novela Indulto, bajo la tutoría del maestro Arturo Santana, y la cual es inédita. Esta novela ganó el Primer Lugar en el Premio de Fragmento de Novela de la revista Punto de Partida de la UNAM, en 2001.
Su  segunda novela, también inédita,  Incienso de seis a nueve  es un  trabajo donde realiza el ejercicio narrativo de sostener a los personajes por sus voces y a la anécdota con una estructura sostenida en el cambio que los personajes experimentan en el lapso de tres horas.

### Auge
En 2003  ganó el Premio de Cuento  “Efraín Huerta” de Tampico, y en 2004 residió por siete meses en la ciudad de Montreal. En este lugar desarrolla un proyecto sobre la búsqueda de lo femenino, que desembocó en un libro de relatos, Una mujer ruda, publicado bajo el sello de la editorial independiente, Calygramma. 
También ha sido creadora del Recetario didáctico para una vida sensata (UAQ, 2000) y de los materiales didácticos Directorio ortográfico y Acordeón ortográfico (COBAQ, 1997). Asimismo ha escrito tres cuentos para niños, los cuales obtuvieron una mención honorífica,  publicados en La cueva de las historias  por el Programa Alas y Raíces a los Niños.
Como miembro del Colectivo NIX Imaginarios creativos produjo las tres emisiones del performance "Potaje exótico", performance que incluyó lectura, danza y música. También ha promovido el proyecto "Diálogo entre sábanas" (2009), que convocó a diversos autores a hablar y escribir sobre las sábanas. 
En el 2008 coordinó el proyecto multidisciplinario Poesía para científicos, que proponía reunir  investigadores y docentes en la idea de escribir un ensayo para divulgar la ciencia y el arte entre la población infantil. Este proyecto estuvo apoyado por la UNAM Campus Juriquilla, Centro INAH Querétaro y la Escuela de Laudería del INBA.
Publica en la revista Separata y ha sido invitada a coordinar el seminario de narrativa en el Centro Estatal de Formación Artística y Cultural, así como a dar clases en la Normal del Estado y el ITESM.

## Obras
- Indulto (Primer Lugar en el Premio de Fragmento de Novela de la revista Punto de Partida de la UNAM, en 2001.)
- Incienso de seis a nueve
- Una mujer ruda (2003)
- Recetario didáctico para una vida sensata  (2000)
- Directorio ortográfico  (1997)
- Acordeón ortográfico  (1997)
- La cueva de las historias  (1997)